# Adolphe Graedel
Adolphe Graedel (né le 26 septembre 1902 à Sonvilier et décédé le 14 novembre 1980 à Schaffhouse, originaire de Huttwil) était un syndicaliste et homme politique suisse, membre du Parti socialiste.

## Biographie
Graedel fait un apprentissage en tant que fabricant d'étui à Saint-Imier et est diplômé de l'Université ouvrière de Bruxelles. Dans les années 1930, il est actif en tant que syndicaliste et socialiste à La Chaux-de-Fonds. De 1934 à 1943, il est président de l'union des travailleurs et de 1938 à 1943 rédacteur en chef du quotidien socialiste La Sentinelle. Il s'engage dans le FTMH à partir de 1943 et en est élu secrétaire général en 1945 et vice-président en 1955. En 1953, il siège au Conseil de banque de la Banque nationale suisse et de 1956 à 1974, il siège au CICR. À partir de 1954, il est secrétaire général de l'Union internationale des métallurgistes. De 1961 à 1970, il se consacre à cette fonction à plein temps.
De 1940 à 1943, Graedel est membre du Grand Conseil du canton de Neuchâtel et de 1946 à 1952 du Grand Conseil du canton de Berne. Aux élections fédérales suisses de 1951, il est élu au Conseil national, auquel il appartient jusqu'en 1963.